# Plœuc-L’Hermitage
Plœuc-L’Hermitage (bretonisch Ploheg-Peniti) ist eine französische Gemeinde mit 4.117 Einwohnern (Stand: 1. Januar 2022) im Département Côtes-d’Armor in der Region Bretagne. Sie gehört zum Arrondissement Saint-Brieuc und zum Kanton Plaintel. 
Sie entstand mit Wirkung vom 1. Januar 2016 als Commune nouvelle durch die Zusammenlegung der bisherigen Gemeinden L’Hermitage-Lorge und Plœuc-sur-Lié, die in der neuen Gemeinde den Status einer Commune déléguée ausüben.

## Gliederung
| Ortsteil                        | ehemaliger INSEE-Code | Fläche (km²) | Einwohnerzahl zum 1. Januar 2022 |
| ------------------------------- | --------------------- | ------------ | -------------------------------- |
| Plœuc-sur-Lié (Verwaltungssitz) | 22203                 | 44,45        | 3.424                            |
| L’Hermitage-Lorge               | 22080                 | 37,82        | 693                              |

## Lage
Nachbargemeinden sind Lanfains, Saint-Brandan, Plaintel, Saint-Carreuc, Hénon, Plémy, Plouguenast, Gausson, Saint-Hervé, Uzel, Allineuc und Le Bodéo.